# 2018 în jocuri video
Acest articol prezintă evenimente importante legate de jocuri video din anul 2018. Vezi și istoria jocurilor video.

## Evenimente
Cele mai bine vândute jocuri video din 2018 au fost Call of Duty: Black Ops 4, Marvel's Spider-Man, Red Dead Redemption 2, Super Smash Bros. Ultimate, Far Cry 5, God of War, Monster Hunter: World, and Dragon Ball FighterZ.  Cele mai apreciate jocuri video din 2018 au fost  Red Dead Redemption 2, God of War", Super Smash Bros. Ultimate, Marvel's Spider-Man, Forza Horizon 4, Monster Hunter: World, Dead Cells, Return of the Obra Dinn și Celeste.

### Serii cu jocuri noi
Seriile în care au apărut jocuri noi în 2018 sunt: Anno, Assassin's Creed, Battlefield, Bloons Tower Defense, Bayonetta, Bit.Trip, BlazBlue, Bomberman, Call of Duty, Darksiders, Digimon, Donkey Kong, Dragon Ball, Dynasty Warriors, Earth Defense Force, Fallout, Far Cry, Forza, God of War, Hitman, Just Cause, Kirby, Life Is Strange, Mario Party, Mario Tennis, Mega Man, Monster Hunter, Ni no Kuni, Persona, Pillars of Eternity, Pokémon, Red Dead, Sakura Wars, Science Adventure,  Shantae, Soulcalibur, Spider-Man, Spyro, State of Decay, Super Smash Bros., The Bard's Tale, The Crew, The Walking Dead, Tomb Raider, Tropico, Valkyria Chronicles, Warhammer și Wolfenstein